# 수부라 게이트
《수부라 게이트》(Suburra)는 2015년 개봉한 이탈리아의 신누아르 마피아 범죄 영화이다. 스테파노 솔리마가 감독을 맡았으며, 카를로 보니니와 지안카를로 데 카탈도의 동명 소설이 영화의 원작이다.
2017년, 넷플릭스는 영화의 프리퀄 작품으로 드라마 《수부라》를 공개했다.

## 출연

### 주연
- 피에르프란체스코 파비노
- 엘리오 게르마노
- 클라우디오 아멘돌라

### 조연
- 줄리아 고리에티
- 알레산드로 보르기
- 그레타 스카라노
- 리디아 비테일
- 장 위그 앙글라드
- 안토넬로 파사리
- 아다모 디오니시

## 기타
- 원작자: 지안카를로 드 카탤도
- 원작자: 카를로 보니니
- 공동제작: 에릭 네베
- 미술: 파키 메듀리
- 시각효과: 스테파노 마리노니
- 의상: 베로니카 프라골라
- 배역: 로라 무치노